# Žiga Frelih
Žiga Frelih, slovenski nogometaš, * 6. februar 1998, Idrija.
Frelih je profesionalni nogometaš, ki igra na položaju vratarja. Od leta 2024 je član slovaškega kluba Spartak Trnava. Pred tem je branil za slovenske klube Bravo, Celje, Domžale, Krško in Olimpijo, hrvaški Inter Zaprešić, portugalska Gil Vicente in Chaves, španski Mirandés in slovaške Zemplín Michalovce. Skupno je v prvi slovenski ligi odigral 53 tekem. Z Domžalami je osvojil slovenski pokal leta 2017, z Olimpijo pa leta 2021. Leta 2019 je odigral pet tekem za slovensko reprezentanco do 21 let.